# Osetno (województwo dolnośląskie)
Osetno (niem. Osten) – wieś w Polsce położona w województwie dolnośląskim, w powiecie górowskim, w gminie Góra.

## Podział administracyjny
W latach 1975–1998 miejscowość położona była w województwie leszczyńskim.

## Opis wsi
Przez wieś przebiegała niegdyś linia kolejowa, po której pozostał budynek stacji zaadaptowany na dom mieszkalny oraz dwa mosty kolejowe na rzece Barycz. Zaraz za Osetnem w kierunku miejscowości Ryczeń w lasku znajduje się stary, zaniedbany poniemiecki cmentarz.

## Zabytki
Do wojewódzkiego rejestru zabytków wpisane są obiekty:
- kościół parafialny pw. św. Michała Archanioła, zabytkowy z XIV–XV wieku, wieża z 1862 r.
- zespół pałacowy, z XVI-XX wieku:
  - pałac, z XVI/XVII w., XX w. Renesansowy pałac zbudowany około 1550 roku i kilkakrotnie rozbudowywany w następnych latach. Z ostatniej rozbudowy (1615–1620) pochodzi bogato zdobiony manierystyczny portal główny, dzieło rzeźbiarza Johanna Pola z Głogowa.
  - park (ze strefą widokową), z czwartej ćwierci XIX/XX w.
  - folwark północny:
    - spichrz, z 1910 r.
    - chlewnia, z czwartej ćwierci XIX w.

  - folwark południowy, z czwartej ćwierci XIX w.:
    - budynek mieszkalno-inwentarski
    - stodoła
    - waga
    - ogrodzenie z bramami